# Zbigniew Musiał (polityk)
Zbigniew Musiał (ur. 3 maja 1954 w Radomsku) – polski polityk, prawnik, poseł na Sejm IV kadencji.

## Życiorys
Ukończył w 1977 studia na Wydziale Prawa i Administracji Uniwersytetu Wrocławskiego. Od 1978 do 1988 pracował jako specjalista w fabryce maszyn w Radomsku, następnie jako kierownik w wojewódzkiej dyrekcji inwestycji. Pod koniec lat 80. pełnił funkcję naczelnika gminy Gidle. W 1993 zaczął prowadzić własną kancelarię „Casus”, uzyskał uprawnienia likwidatora i syndyka.
Sprawował mandat posła na Sejm IV kadencji z okręgu piotrkowskiego, wybranego z ramienia Sojuszu Lewicy Demokratycznej. Pracował w Komisji Ustawodawczej. W trakcie kadencji odszedł do Partii Ludowo-Demokratycznej, a po jej przekształceniu znalazł się w szeregach Stronnictwa Gospodarczego. W 2005 nie ubiegał się o reelekcję.